# Casper Boom
Casper Boom (Hardenberg, 3 maart 1980) is een Nederlands voormalig topkorfballer. Hij werd Nederlands kampioen met DOS'46 en speelde namens het Nederlands korfbalteam.

## Begin van carrière
Boom begon op zijn zesde met korfbal bij Juventa uit Hardenberg. Daar speelde hij tot en met 2000 en op zijn twintigste verruilde van club.

## DOS’46
In 2000 ging Boom spelen bij DOS'46 uit Nijeveen, een club die al Jaren op het hoogste niveau acteerde.
Boom begon in het tweede team, maar kreeg geleidelijk minuten in de hoofdmacht.
Vanaf 2005, toen de nieuwe opgerichte Korfbal League begon, was Boom een vaste speler in het eerste team. Onder coach Herman van Gunst speelde hij alle wedstrijden en werd hij, achter  André Kuipers topscoorder van de club.
In seizoen 2005-2006 haalde DOS’46 de finale van de Korfbal League. Tegenstander in Ahoy was Dalto, maar met ruime cijfers won DOS’46. De ploeg won met 29-19 en was hiermee de eerste Winnaar van de Korfbal League. Boom had met acht treffers een belangrijk aandeel in deze overwinning.
In het seizoen erna, 2006-2007 eindigde DOS’46 4e in de competitie, waardoor het net aan de play-offs haalde. In de play-offs werd in twee wedstrijden gewonnen van de als nummer 1 geplaatste Dalto, waardoor DOS’46 voor het tweede jaar op rij in de Korfbal League finale stond. De tegenstander van dit jaar was PKC en er was sprake van een zenuwslopende finale. DOS’46 kwam voor en even leek PKC terug te komen in de wedstrijd, maar de eindspurt kwam te laat. DOS’46 was voor het tweede jaar achter elkaar korfbal league kampioen.
In seizoen 2007-2008 haalde DOS’46 wederom de finale, maar verloor het van Koog Zaandijk met 18-16, waardoor het onttroond was als Nederlands zaalkampioen.
Eén seizoen later, in 2008-2009 kreeg DOS’46 kans op sportieve wraak. Wederom was de finale DOS’46-Koog Zaandijk en dit maal won DOS’46 met 26-23, waardoor het de zaaltitel weer mee terug nam naar Nijeveen.
Na 2009 zette het verval in bij DOS’46. In 2010 en 2011 haalde het geen play-offs meer en in 2012 werd zelfs gedegradeerd naar de Hoofdklasse. In 2015 - Boom speelde inmiddels bij Blauw-Wit - keerden de Nijeveners terug naar de Korfbal League.

## Blauw-Wit
In 2013 verruilde Boom van club, mede omdat hij ook verhuisd was naar Amsterdam. Hij ging spelen bij AKC Blauw-Wit, dat ook in de Korfbal League speelde.
In seizoen 2013-2014 speelde hij hier nog in drie league wedstrijden, maar na dit seizoen stopte hij op het hoogste niveau.
Na acht seizoenen in de Korfbal League stopte hij en ging hij op lager niveau spelen bij Blauw-Wit 4.

## Erelijst als speler
- Korfbal League kampioen, 3x (2006, 2007, 2009)
- Europacup kampioen, 3x (2007, 2008, 2010)
- Hoofdklasse veld kampioen, 1x (2007)

## Oranje
Boom speelde 26 officiële interlands met het Nederlands korfbalteam. Zo won hij goud op de volgende internationale toernooien:
- Wereldkampioen, 1x (2007)
- World Games, 1x (2009)
- Europees Kampioen, 1x (2010)

## Coach
Boom heeft als coach het Amersfoortse MIA en de reserves van DOS'46 onder zijn hoede gehad. In de zomer van 2023 werd bekend dat Boom is aangesteld als bondscoach van Zwitserland.